# 里格比山
85°33′S 154°35′W / 85.550°S 154.583°W
里格比山（英語：Mount Rigby），是南極洲的山峰，位於阿蒙森海岸，處於黑斯廷斯山西北面3.7公里的斯科特冰川終點以西，屬於卡羅山脈的一部分，海拔高度950米，由美國探險隊發現和繪入地圖，現時由南極條約體系管理。